# Kai (vezír)
Kai ókori egyiptomi vezír volt nagy valószínűséggel az V. dinasztia idején. Főleg észak-szakkarai masztabasírjából ismert. Fontos címek egész sorát viselte, amelyek tanúsítják, hogy igen magas pozíciót töltött be, közvetlenül a király után következett. Vezíri címe mellett viselte „a kincstár felügyelője”, a „Felső-Egyiptom felügyelője”, „a király dokumentumai írnokainak elöljárója”, „a hat nagy ház elöljárója” és „a király minden királyi munkálatainak felügyelője” címeket. Összesen 51 címet viselt, minden vezír közül a legtöbbet; ő viselte elsőként „a hat nagy ház elöljárója” címet, ami a V. dinasztia vége felé és a VI. dinasztia alatt az egyik legjelentősebb címnek számított az udvarban. Szakkarai sírját Gaston Maspero írta le, aki a D 19 jelzéssel jelölte.
Datálása bizonytalan, sírjában életrajz nem maradt fenn, királynevet nem említenek. Az V. dinasztia uralkodásának közepe vagy eleje felé élt.

## Fordítás
- Ez a szócikk részben vagy egészben  a   Kay (vizier) című angol Wikipédia-szócikk ezen változatának fordításán alapul.  Az eredeti cikk szerkesztőit annak laptörténete sorolja fel. Ez a jelzés csupán a megfogalmazás eredetét és a szerzői jogokat jelzi, nem szolgál a cikkben szereplő információk forrásmegjelöléseként.